# Craig Dolby
 (avril 2016).
Pour les articles homonymes, voir Dolby (homonymie).
Craig Dolby, né le 31 mars 1988 à Melton Mowbray, Leicestershire (Angleterre), est un pilote automobile britannique qui a couru de 2008 à 2011 en Superleague Formula avant de participer à quelques courses d'Endurance.

## Carrière
- 2003 : Formule Renault Belgique
- 2004 : Formule Renault UK et Formule Renault UK Winter Series
- 2006 : Formule Renault Belgique (champion)
- 2007 : Formule Renault Italie avec ITLOOX Racing et Formule Renault France avec Epsilon Sport
- 2008 : Superleague Formula (6e)
- 2009 : Superleague Formula (vice-champion)
- 2010 : Superleague Formula (vice-champion)
- 2011 : Superleague Formula (6e)